# David Lorion
Pour les articles homonymes, voir Lorion.
 (septembre 2023).
David Lorion, né le 15 octobre 1964 à Saint-Pierre (La Réunion), est un géographe et homme politique français. Membre des Républicains, il est député de la quatrième circonscription de La Réunion de 2017 à 2022 et maire de Saint-Pierre depuis 2025.

## Biographie

### Famille
David Lorion naît le 15 octobre 1964 à Saint-Pierre de La Réunion. Aîné d’une fratrie de trois enfants, il grandit dans le quartier de la Ravine Blanche, où son père possède une entreprise de transport routier et sa mère est directrice de l’école Barquisseau, rue de La Cayenne (devenue depuis l’école maternelle Marie Curie),.
David Lorion est marié et père de trois enfants.

### Carrière universitaire
Agrégé de géographie (1993), David Lorion enseigne d’abord au lycée Pierre Poivre de Saint-Joseph (La Réunion), de 1992 à 1998.
Sa thèse, soutenue en 2000 à l’université de Paris-X (Nanterre), est intitulée « Inondations et aménagements à l'île de La Réunion ». Il y expose notamment la nécessité d'« une véritable culture du risque d'inondation », dans une île sujette à des précipitations exceptionnelles, et où le relief rend très vulnérables les zones densément peuplées.
Docteur en géographie en 2004, il est depuis maître de conférences et chercheur au sein du laboratoire de géographie à l'université de La Réunion,. Ses travaux et recherches portent notamment sur l'eau et les risques climatiques dans les îles de l'océan Indien.
Il participe à l’ouvrage Insularité et développement durable (Éditions de l'Institut de recherche pour le développement, 2011),.
Il souhaite conserver son activité de maître de conférences après son élection à l’Assemblée nationale.

### Parcours politique

#### Élu municipal
David Lorion débute en politique en soutenant les campagnes électorales d’André-Maurice Pihouée, député RPR de la quatrième circonscription de La Réunion entre 1993 et 1997, conseiller général depuis 2001.
Aux élections municipales de 2001, il figure sur la liste présentée par Michel Fontaine à Saint-Pierre, qui l’emporte au premier tour face à celle du sortant Élie Hoarau (Parti communiste réunionnais), maire de la ville depuis 1984.
David Lorion est nommé 7e adjoint au maire de Saint-Pierre, chargé de l’aménagement du territoire. En 2007, après la réélection de Michel Fontaine, il devient 3e adjoint, chargé de l’urbanisme. Après les élections municipales de 2014, à nouveau remportées par la liste de Michel Fontaine, il en devient le 1er adjoint, délégué aux affaires financières, foncières et à l’aménagement. Il siège également en tant que conseiller communautaire à la Communauté intercommunale des Villes solidaires (CIVIS), qui regroupe 6 communes du sud de l’île, dont Saint-Pierre.
Dans le cadre de ces fonctions à la mairie de Saint-Pierre, David Lorion supervise la rénovation urbaine des quartiers de Ravine Blanche et Bois d’Olives, des ZAC du Mail (centre ville) et de Canabady, des jardins de la plage, de la zone industrielle numéro 4, et de l’aéroport de Saint-Pierre-Pierrefonds.
Après avoir été élu député, David Lorion démissionne en juillet 2017 de son poste d’adjoint au maire de Saint-Pierre, en application de la loi sur le cumul des mandats, tout en demeurant au conseil municipal.

#### Élu régional
Le 21 mars 2010, David Lorion est élu conseiller régional de La Réunion, après la victoire, dans une triangulaire, de la liste UMP conduite par Didier Robert, vainqueur du président sortant Paul Vergès (Parti communiste réunionnais). Il est réélu lors des élections régionales de 2015, à nouveau remportées par la liste de Didier Robert.
De 2010 jusqu’à sa démission en juillet 2017, David Lorion est vice-président du Conseil régional, chargé de l’aménagement du territoire, chargé notamment de la révision du Schéma d'aménagement régional (SAR) de La Réunion.

#### Député
Le 13 mai 2017, David Lorion annonce sa candidature, en tant que représentant du parti Les Républicains, aux élections législatives dans la 4e circonscription de la Réunion. Il est soutenu par le maire de Saint-Pierre Michel Fontaine et le président du conseil régional, Didier Robert.
Arrivé en tête du premier tour, il l’emporte au second tour (54,4 %) face à la candidate du Progrès Virginie Gobalou, soutenue par le député sortant (ex-PS) Patrick Lebreton, maire de Saint-Joseph, qui ne se représentait pas.
Membre du groupe LR à l’Assemblée nationale, il siège à la commission du Développement durable et de l'Aménagement du territoire. Il est également membre de la Délégation aux Outre-mer et de la mission d'information sur la gestion des évènements climatiques majeurs dans les zones littorales de l'hexagone et des Outre-mer.
En octobre 2017, il apporte son parrainage, pour la présidence des Républicains, à la candidature de Laurent Wauquiez, élu par scrutin électronique le 10 décembre suivant.
Candidat à sa réélection lors des élections législatives de 2022, il est battu au second tour le 19 juin par Émeline K/Bidi, candidate du Progrès,.

#### Maire de Saint-Pierre
Le 10 avril 2025, David Lorion est élu maire de Saint-Pierre, à la suite du décès de Michel Fontaine. Le 25 avril suivant, il est élu président de la communauté intercommunale des Villes solidaires (CIVIS),, conformément à un accord entre les maires selon lequel la présidence de la communauté revient systématiquement au maire de Saint-Pierre.

## Prises de position

### Diabète
En octobre 2017, à l’occasion d’une visite à La Réunion de la ministre de la Santé Agnès Buzyn, David Lorion publie une tribune dans la presse où il alerte sur la surreprésentation sur l’île de certaines maladies métaboliques tel le diabète, et sur les insuffisances du service public hospitalier.

### Défense de l’octroi de mer
Lors de la discussion du projet de loi de finances 2018 à l’Assemblée nationale, David Lorion exprime son souhait de « conserver des mesures protectionnistes sur nos produits locaux », alors que de nombreux pays font pression pour que soit supprimé l’octroi de mer dans les collectivités d’outre-mer françaises.

### Tourisme
Pendant et après la campagne législative de 2017, David Lorion exprime sa volonté de développer l’aéroport de Saint-Pierre-Pierrefonds, projet commencé en tant qu’adjoint au maire de Saint-Pierre, ainsi que de réaménager le port de Saint-Pierre.

### Environnement aux îles Eparses
Fin septembre 2017, en commission du développement durable à l’Assemblée nationale, David Lorion demande au ministre de la Transition écologique et solidaire, Nicolas Hulot, l’interdiction définitive des permis exclusifs de recherche en hydrocarbures dans les Îles Éparses (notamment l’île Juan de Nova), zones à la biodiversité menacée.

### Fonction publique
En octobre 2017, David Lorion demande au gouvernement de publier le décret permettant aux fonctionnaires non titularisés, dont 13.500 travaillent à La Réunion, de pouvoir l’être grâce au dispositif de reconnaissance des acquis de l'expérience professionnelle (RAEP), prévu par une loi de 2007, jamais appliquée.
En décembre 2017, David Lorion demande au ministre de l’Intérieur Gérard Collomb que, dans les territoires ultra-marins, un certain nombre de postes ouverts dans la police soient réservés aux fonctionnaires ayant leurs attaches dans le territoire (prise en compte du « centre des intérêts matériels et moraux », CIMM).

### Budget de l’Outre-mer
Le 9 octobre 2017, David Lorion cosigne avec 15 autres députés d’outre-mer de tous les partis un communiqué s’alarmant de la baisse du budget de l’Agence de l'Outre-mer pour la mobilité (Ladom), organisme public chargé d'accompagner les migrations des résidents de l'outre-mer cherchant une qualification ou une insertion professionnelle ailleurs. David Lorion dénonce également la fin de la défiscalisation de l'impôt sur le revenu dans le logement social, en vigueur depuis 1986 (loi Pons), dispositif supprimé à partir du 1er janvier 2018.

## Publications
- David Lorion et Olivier Naria, « Saint-Pierre de la Réunion. Le développement touristique au cœur du projet urbain », Ville, urbanisme et tourisme, Les Cahiers Espaces,‎ mars 2010 (lire en ligne)
- David Lorion, « L’eau, pilier du développement durable en milieu insulaire », dans F. Taglioni, Insularité et développement durable, Montpellier, IRD Éditions, décembre 2013
- David Lorion, Les impacts du changement climatique dans la région du Sud ouest de l'Océan Indien et les pays de la Commission de l'Océan Indien, Communication FIG Saint-Dié, 2011
- David Lorion, Robert Unterner et Jean-Louis Nédellec, « Érosion insulaire et mouvements de versants, risques induits et modes de prévention », BRGM Géosciences, no 14,‎ 2011 (lire en ligne)
- David Lorion, « De l’utopie sécuritaire à la gestion intégrée des bassins versants dans un territoire européen insulaire et tropical : l’exemple de l’île de la Réunion ».  Colloque international 11-13 juillet 2013, Sion, Hydrosystèmes continentaux et territoires européens confrontés aux différentes lois sur l’eau